# Vasas SC (waterpolo)
El Vasas SC es la sección de waterpolo del club polideportivo de Budapest, Vasas Sport Club. El equipo es uno de los más importantes del waterpolo húngaro al haber ganado 18 campeonatos de liga y 15 copas. El Vasas es también una potencia a nivel continental, ya que ha ganado dos Ligas de Campeones LEN (antigua Copa de Europa), la competición europea más importante de waterpolo, y tres Recopas LEN.
Desde la temporada 2010–11, el club es oficialmente denominado TEVA-Vasas-UNIQA por razones de patrocinio.

## Palmarés

### Nacional
- OB I (18):
  - Campeón: 1947, 1949, 1953, 1975, 1976, 1977, 1979, 1980, 1981, 1982, 1983, 1984, 1989, 2007, 2008, 2009, 2010, 2012

- Copa de Hungría (15):
  - Campeón: 1947, 1961, 1971, 1981, 1983, 1985, 1992, 1994, 1996, 1998, 2001, 2002, 2004, 2005, 2009

### Internacional
- Copa de Europa (2):
  - Campeón: 1980, 1985

- Recopa de Europa de waterpolo masculino (3):
  - Campeón: 1986, 1995, 2002

- Supercopa de Europa (1):
  - Campeón: 1985

## Jugadores
La siguiente es una lista de jugadores notables del Vasas:
| - Mihály Bozsi - Jenő Brandi - István Molnár - István Szívós - László Jeney - Antal Bolvári - Kálmán Markovits - Péter Rusorán - János Konrád - Gábor Csapó - Tamás Faragó - György Kenéz | - Zoltán Kósz - Bulcsú Székely - Attila Vári - Tamás Varga - Barnabás Steinmetz - Tamás Kásás - Gergely Kiss - Norbert Madaras - Gábor Kis - Dániel Varga - Norbert Hosnyánszky - Dénes Varga |